# 가이힌마쿠하리역
가이힌마쿠하리역(일본어: 海浜幕張駅, かいひんまくはりえき)은 일본 지바현 지바시 미하마구에 있는 철도역이다.
무사시노 선 열차는 이 역까지 운행한다.

## 타는 곳
| 1 | 게이요 선   | 지바미나토·소가 방면                                                                 |
| 2 | 게이요 선   | 지바미나토·소가 방면 (대피 전용)                                                     |
| 2 | 게이요 선   | 미나미후나바시·마이하마·신키바·도쿄 방면 (이 역을 시점으로 하는 열차)                |
| 2 | 무사시노 선 | 니시후나바시·신마쓰도·후추혼마치 방면 (이 역을 시점으로 하는 열차)                   |
| 3 | 게이요 선   | 미나미후나바시·마이하마·신키바·도쿄 방면 (대피 전용 혹은 이 역을 시점으로 하는 열차) |
| 3 | 무사시노 선 | 니시후나바시·신마쓰도·후추혼마치 방면 (이 역을 시점으로 하는 열차)                   |
| 4 | 게이요 선   | 미나미후나바시·마이하마·신키바·도쿄 방면                                             |

## 역세권 정보
- 간다 외어대학
- 까르푸 마쿠하리
- 도쿄 만
- 마쿠하리 멧세
- 지바 마린 스타디움 (지바 롯데 마린스)

## 역사
- 1986년 3월 3일 - 영업 개시.

## 인접역
| 동일본 여객철도 ■ 게이요 선 | 동일본 여객철도 ■ 게이요 선 | 동일본 여객철도 ■ 게이요 선 |
| --------------------------- | --------------------------- | --------------------------- |
| 미나미후나바시 도쿄 방면    | 게이요 쾌속                 | 게미가와하마 소가 방면      |
| 신나라시노 도쿄 방면        | 각역정차                    | 게미가와하마 소가 방면      |
| 신나라시노 후추혼마치 방면  | 무사시노 선                 | 시·종착역                   |